# Paul Allender
Paul Damien Allender (Colchester, 17 novembre 1970) è un chitarrista inglese, ex-membro della band black metal Cradle of Filth.

## Biografia
All'età di sei anni suo padre lo iscrive ai corsi di arti marziali, a cui dedicherà quasi tutta la sua adolescenza.
Riceve la sua prima chitarra a 14 anni, e la suonerà saltuariamente fino ai 19 anni, perché gli allenamenti avevano la precedenza.
Nel 1992, Paul entra a far parte dei Cradle of Filth, band nella quale resterà fino al 1996, anno nel quale fonda una nuova band, i The Blood Divine. Tuttavia, il motivo principale per cui abbandona la band è da attribuire alla sua voglia di trascorrere più tempo con suo figlio. Nel 2000, poco tempo prima che i Blood Divine firmassero un contratto con la nuova casa discografica, Paul si riunisce alla vecchia band, soprattutto grazie alla sollecitazione dei compagni di un tempo. Tra i suoi gruppi preferiti ha citato gli Iron Maiden, i Megadeth, i Judas Priest, i 3 Inches of Blood, i Rammstein e i Razor. Oltre alla musica e alle arti marziali si occupa di animazione al computer, illustrazioni e creazione di DVD.